# Заговор против человеческой расы
«Заговор против человеческой расы: Замысел ужаса» (англ. The Conspiracy Against the Human Race: A Contrivance of Horror) — эссе американского писателя Томаса Лиготти, изданный в 2010 году. Получивший известность как автор романов ужасов, Лиготти написал серию эссе, в которых выражен его философский пессимизм и антинаталистские взгляды. В числе прочих Лиготти цитирует эссе Петера Весселя Цапффе «Последний Мессия», а также труды Эмиля Чорана и Филиппа Майнлендера как источники вдохновения для его философского мировоззрения. Книга известна многократным использованием фразы «злокачественно бесполезный», а также сочетанием «философской мысли и литературного анализа». В 2018 году она была переиздана с новым предисловием.

## Тематика
Лиготти с самого начала придерживается пессимистического взгляда. Принимая в качестве отправной точки посыл о том, что «быть живым — это нехорошо» или что в целом страдание перевешивает удовольствие, он утверждает, что наличие сознания влечёт за собой трагедию: чем больше человек осознаёт бессмысленную и часто ужасающую природу мира (который упоминается как «злокачественно бесполезный»), тем больше хочет не осознавать этот факт, и поэтому чрезмерно сознательные существа должны постоянно заниматься упражнениями, которые ограничивают их осознание негативных аспектов существования, намеренно или инстинктивно. Это делает сознание чем-то, чего «не должно быть», и попытки человечества либо справиться с этим фактом, либо игнорировать, либо активно подавлять его, вызывают значительную часть навязчивых идей современного общества, таких как стремление к здоровому образу жизни (несмотря на то, что каждый умирает независимо от этого), искусство и ужас (как акты сублимации) и желание иметь детей (как тщетная попытка генетического бессмертия) среди многих других общих поведенческих норм. Лиготти утверждает, что единственный полный выход из затруднительного положения сознания — это либо смерть эго, которой достигают очень немногие люди, либо прекращение существования человечества, предпочтительно путём добровольного вымирания человека (что, по мнению Лиготти, вряд ли когда-либо произойдёт), но которое также может быть достигнуто на индивидуальном уровне через смерть, хотя это может повлечь за собой дальнейшие страдания в процессе и, следовательно, не всегда стоит возросшей боли.
Лиготти утверждает, что очень немногие люди захотели бы родиться в прошлом (отчасти из-за неизбежного увеличения страданий от плохого медицинского обслуживания), но очень немногие чувствуют себя плохо из-за того, что живы в настоящем, несмотря на высокую вероятность того, что будущие поколения будут чувствовать к нам то же самое, что и мы по отношению к прошлому (что их жизни были наполнены большим количеством страданий, чем мы были бы готовы вынести). Философский пессимизм не разделяется большинством людей, они даже не задумываются о подобном, что, по мнению Лиготти, вызвано его ужасающими последствиями, а не силой аргументов за или против него.

## Описание глав
1. Предисловие.
Начинается книга со предисловия Рэя Брассье.

2. Введение: о пессимизме и парадоксе.
Введение посвящено изучению философского пессимизма. Лиготти рассматривает, как человеческое существование воспринимается через призму пессимизма, и затрагивает основные парадоксы, связанные с этим мировоззрением.

3. Кошмар бытия.
В этой главе автор исследует природу существования и его кошмарный аспект. он аргументирует, что само существование наполнено ужасом и страданием, и задает вопрос о том, почему люди продолжают жить, зная об этом.

4. Кто идет?.
Здесь Лиготти анализирует идею сознания и самосознания. Он обсуждает, как наше осознание собственной смертности и конечности влияет на наше восприятие жизни.

5. Уродцы спасения.
Глава посвящена исследованию различных философских и религиозных систем, которые предлагают спасение или утешение от ужасов существования. Лиготти критикует эти системы, указывая на их недостатки и иллюзорность.

6. Болен смертью.
В этой части книги автор обсуждает тему смерти и её всепроникающее влияние на человеческую жизнь. Он рассматривает, как страх смерти формирует наше поведение и мировоззрение.

7. Культ ухмыляющихся мучеников.
Лиготти исследует феномен мученичества и самопожертвования в различных культурах и религиях. Он анализирует, почему люди восхваляют страдание и смерть во имя высших целей.

8. Аутопсия марионеток: Анатомия сверхъестественного.
В заключительной главе автор рассматривает сверхъестественное в литературе и культуре. Он обсуждает, как идеи сверхъестественного ужаса отражают глубинные страхи и тревоги человеческого существования.

## Перевод и издания на русском языке
На русском официально книга никогда не издавалась. Работу над переводом (без нового предисловия Лиготти) проделал пользователь под ником revliscap в 2018 и выложил в свободный доступ на своей странице в Livejournal.

В 2023 году группа энтузиастов «Эсхатон» выпустила печатное издание книги в мягкой обложке тиражом в 150 экземпляров. В 2024 году было сделано еще три допечатки с исправлениями предыдущего издания.

## Отзывы
Скотт Пул из PopMatters похвалил «удивительный диапазон» произведения, заявив, что «Лиготти проводит нас как по философии, так и по литературе, включая Артура Шопенгауэра, Анну Рэдклифф, Томаса Де Куинси, Г.Ф. Лавкрафта и По. Это не простое декоративное проявление знаний и диапазона; Лиготти понимает каждую из этих фигур, режущих, как бритва». Пул назвал «Заговор против человеческой расы» одной из лучших книг года.
Марк Фишер описал содержание книги как «любительскую философию в самом лучшем смысле этого слова, движимую метафизическим голодом, которого так часто не хватает в трудах профессиональных философов».
В 2010 году книга была номинирована на премию Брэма Стокера в категории «Лучшая научно-популярная литература».

Рецензент журнала «Darker» предостерёг читателей: 
Увы, «Заговор против человеческой расы» вдохновляет в самом извращенном толковании этого слова. Единственное, что хочется сделать после того, как последняя страница подошла к концу, это наложить на себя руки. Зачем мне это делать, спросит себя читатель, ведь жить так... И оборвет себя. И на одну страшную секунду оглянется и увидит мир, каким его видит Томас Лиготти.

## Влияние
В 2014 году телесериал «Настоящий детектив» привлёк внимание некоторых поклонников Лиготти из-за поразительного сходства между пессимистической философией, которой придерживался главный герой Раст Коул (которого играет Мэттью Макконахи), и некоторыми отрывками из «Заговора против человеческой расы». В связи с этим последовали обвинения, что диалоги персонажа были заимствованы из книги Лиготти. В интервью газете The Wall Street Journal сценарист сериала Ник Пиццолатто подтвердил, что Лиготти, наряду с несколькими другими писателями и произведениями жанра сверхъестественного ужаса, действительно повлиял на него. Пиццолатто отметил, что он нашёл «Заговор против человеческой расы» «невероятно мощным произведением». Также он заявил: «Что может быть более крутым, чем мировоззрение Лиготти или Эмиля Чорана?», комментируя образы «крутых детективов» главных действующих лиц сериала. Этот инцидент, а также последующая популярность «Настоящего детектива» привели к увеличению продаж «Заговора против человеческой расы» до такой степени, что он стал продаваться лучше, чем знаменитая антиутопия «Атлант расправил плечи».
В свою очередь Лиготти предпочитает не отвечать на расспросы о сериале.